# Часовникова кула (Ракитово)
Часовниковата кула в Ракитово е запазена часовникова кула с действащ часовников механизъм, строена в средата на 19 век.

## Разположение
Кулата е построена на скат на възвишението Бърдо в източната част на Ракитово.

## История
Построена е през 1872 г. с дарения от Муса ефенди и синът му Хасан ефенди.

## Описание
Висока е 18,6 m, а стените ѝ са дебели 0,8 m. Кулата се състои от две основни части – каменно тяло с квадратна основа, чиито ъгли са скосени и ѝ придават осмоъгълна форма. Долната част на дървената надстройка е осмостенна, обшита с дъски. Завършва с коничен покрив. Притежава два циферблата обърнати на запад към града.